# Promozione Basilicata 1983-1984
Nella stagione 1983-1984 la Promozione era sesto livello del calcio italiano (il massimo livello regionale). Qui vi sono le statistiche relative al campionato in Basilicata.
Il campionato è strutturato in vari gironi all'italiana su base regionale, gestiti dai Comitati Regionali di competenza. Promozioni alla categoria superiore e retrocessioni in quella inferiore non erano sempre omogenee; erano quantificate all'inizio del campionato dal Comitato Regionale secondo le direttive stabilite dalla Lega Nazionale Dilettanti, ma flessibili, in relazione al numero delle società retrocesse dal Campionato Interregionale e perciò, a seconda delle varie situazioni regionali, la fine del campionato poteva avere degli spareggi sia di promozione che di retrocessione.

## Squadre partecipanti
| Club                             | Città (provincia)       | Stadio | Stagione precedente |
| -------------------------------- | ----------------------- | ------ | ------------------- |
| A.S. Astra                       | Tramutola (PZ)          |        |                     |
| S.S. Avigliano                   | Avigliano (PZ)          |        |                     |
| Pol. Ferrandina                  | Ferrandina (MT)         |        |                     |
| A.S. Genzano                     | Genzano di Lucania (PZ) |        |                     |
| U.S. Irsinese                    | Irsina (MT)             |        |                     |
| A.S. Lavello                     | Lavello (PZ)            |        |                     |
| U.S. Libertas Invicta            | Potenza                 |        |                     |
| A.S. Melfi                       | Melfi (PZ)              |        |                     |
| Pol. Moliterno                   | Moliterno (PZ)          |        |                     |
| Pol. Montescaglioso              | Montescaglioso (MT)     |        |                     |
| S.C. Policoro                    | Policoro (MT)           |        |                     |
| Pol. Popolare Pescopagano Vaglio | Potenza                 |        |                     |
| Calcio Pro Matera S.p.a.         | Matera                  |        |                     |
| S.S. Santarcangiolese            | Sant'Arcangelo (PZ)     |        |                     |
| U.S. Scanzano                    | Scanzano Jonico (MT)    |        |                     |
| C.S. Vultur Rionero              | Rionero in Vulture (PZ) |        |                     |

## Classifica finale
|  | Pos. | Squadra             | Pt | G  | V  | N  | P  | GF | GS | DR  |
|  | ---- | ------------------- | -- | -- | -- | -- | -- | -- | -- | --- |
|  | 1.   | Policoro            | 50 | 30 | 20 | 10 | 0  | 56 | 13 | +43 |
|  | 2.   | Pro Matera          | 49 | 30 | 21 | 7  | 2  | 60 | 22 | +38 |
|  | 3.   | Irsinese            | 34 | 30 | 13 | 8  | 9  | 37 | 30 | +7  |
|  | 4.   | Genzano             | 30 | 30 | 10 | 10 | 10 | 31 | 23 | +8  |
|  | 5.   | Astra               | 29 | 30 | 11 | 7  | 12 | 37 | 49 | -12 |
|  | 5.   | Santarcangiolese    | 29 | 30 | 8  | 13 | 9  | 29 | 37 | -8  |
|  | 5.   | Avigliano           | 29 | 30 | 7  | 14 | 9  | 35 | 33 | +2  |
|  | 8.   | Lavello             | 28 | 30 | 9  | 10 | 11 | 29 | 33 | -4  |
|  | 8.   | Scanzano            | 28 | 30 | 10 | 8  | 12 | 28 | 33 | -5  |
|  | 10.  | Moliterno           | 27 | 30 | 9  | 9  | 12 | 36 | 34 | +2  |
|  | 10.  | Vultur Rionero      | 27 | 30 | 9  | 9  | 12 | 30 | 37 | -7  |
|  | 10.  | Montescaglioso (-8) | 27 | 30 | 11 | 5  | 14 | 29 | 37 | -8  |
|  | 13.  | Melfi               | 26 | 30 | 9  | 8  | 13 | 27 | 37 | -10 |
|  | 14.  | Ferrandina          | 26 | 30 | 8  | 10 | 12 | 28 | 30 | -2  |
|  | 15.  | Libertas Invicta    | 22 | 30 | 8  | 8  | 14 | 21 | 45 | -24 |
|  | 16.  | Pescopagano Vaglio  | 18 | 30 | 5  | 8  | 17 | 24 | 44 | -20 |

- L'Invicta Potenza è stato riammesso al campionato di Promozione a completamento organici.
- Il Ferrandina retrocede in Prima Categoria a causa del minor numero di punti conseguiti negli scontri diretti con il Melfi.